# フィナウ律子
フィナウ　律子（ふぃなう　りつこ、1978年9月4日 - ）は実業家。2012年にトンガ人男性(フィナウ・フィリペサーリ)と国際結婚。株式会社キャリアステーションティアラ取締役兼株式会社フィナウ代表取締役。

## 経歴
- 1978年9月 - 東京生まれ。
- 2007年4月 - ワーキングホリーデーでオーストラリアへ2年間渡航。
- 2009年9月 - 東京でGaitomo国際交流パーティーを初開催。
- 2012年2月 - トンガ人男性(フィナウ・フィリペサーリ)と国際結婚。
- 2012年10月 - 株式会社キャリアステーション・ティアラの取締役に就任。
- 2015年4月 - 株式会社フィナウ設立。
- 2015年8月 - 第一子となる娘が誕生。
- 2019年10月 - 第二子となる息子が誕生。

## プロフィール
27歳の時にワーキングホリデーでオーストラリアで2年間滞在し英語を取得。帰国後、東京でGaitomo国際交流パーティーを企画、運営を始める。ホームページのリンクをきっかけに、現株式会社キャリアステーションティアラの取締役である渡辺圭広と出会う。

## テレビ出演
- なんでもワールドランキング ネプ＆イモトの世界番付（2013年4月5日、日本テレビ）
- 聞きにくい事を聞く（2016年4月14日、テレビ朝日）